# 스코틀랜드 게일어 위키백과
스코틀랜드 게일어 위키백과(영어: The Scottish Gaelic Wikipedia, 스코틀랜드 게일어: Uicipeid, uçkʲɪpetʲ)는 스코틀랜드 게일어를 사용하는 위키백과이다. 현재 15,271개의 문서와 23,628명의 사용자가 등록되어 있다.

## 역사
이 위키백과는 2004년에 설립되었다. 2017년 수잔 로스는 스코틀랜드 국립 도서관(NLS)에 고용되어 스코틀랜드 게일어 위키백과를 홍보하였다.
스코틀랜드 국립 도서관은 게일어 자료를 인터넷에 올리는 디지털화 추진에 따라 게일어로 된 정보를 늘리려고 하였다. 수잔 로스는 10대에 스코틀랜드 게일어를 배웠고 후에 스코틀랜드 게일어 박사 학위를 취득하였고, 스코틀랜드 게일어를 제 2의 언어로 사용하였다.
수잔 로스는 스코틀랜드 게일어 위키백과를 2010년부터 편집 하였고, 그 외에도 커뮤니티 그룹과 협력하는 등 스코틀랜드 게일어 위키백과를 키우는데 노력하였다.
한 때 학생들에게 스코틀랜드 위키백과 편집 방법을 알려주는 모듈을 제공하기도 하였다.

## 같이 보기
- 아일랜드어 위키백과
- 웨일스어 위키백과
- 브르타뉴어 위키백과